# Fethi Zitouni
Pour les articles homonymes, voir Zitouni.
Fethi Zitouni (en arabe : فتحي زيتوني) est un footballeur algérien né le 21 octobre 1978 à Tlemcen. Il évoluait au poste de gardien de but.

## Biographie
Il évolue en première division algérienne avec son club formateur, le WA Tlemcen, avec lequel il remporte la coupe d'Algérie en 2002, l'US Biskra et enfin le MC Oran.
Il dispute 94 matchs en Ligue 1.

## Palmarès
WA Tlemcen
- Coupe d'Algérie (1) :
  - Vainqueur : 2001-02.
  - Finaliste : 1999-00.